# Часовня Святого Александра Невского (Акутан)
Часо́вня свято́го Алекса́ндра Не́вского (англ. St. Alexander Nevsky Chapel) — часовня Аляскинской епархии Православной Церкви в Америке, расположенная в городе Акутан на Аляске. Была построена в 1878 году и однажды перестраивалась. Приход является действующим и посещается, в основном, православными верующими из местного торгового порта.
6 июня 1980 года часовня была официально включена в Национальный реестр исторических мест США под номером #80000738.

## История
Приход был основан около 1878 года, когда на этом месте была построена и первая церковь. В этом же году было основано и местное поселение. Переселенцы прибывали с Тигальды, Акуна и других близлежащих островов. Первая часовня была снесена, и на её месте была построена вторая в 1918 году. При строительстве большая часть материала была взята от старой часовни 1878 года.

## Внешний вид
Первая церковь была приблизительно таких же размеров, как и та, которую можно увидеть сегодня. Единственная разница заключалась в форме её крыши, которая была выполнена с коньком под большим углом, в отличие от двускатной, которая установлена сейчас.
Здание 1918 года — это аккуратное сооружение коттеджного типа. Его величина составляет 33 фута на 18 футов и 5 дюймов. Так же имеется паперть с размерами 8 футов и 1 дюйм на 12 футов. Здание часовни обшито со всех сторон вагонкой, а паперть — сайдингом. Её двускатная крыша обшита гонтом.
Единственным символьным украшением с внешней части здания является высоко поднимающийся крест с куполом, которые выходят из центра крыши главной части часовни, а также крест меньших размеров, который установлен с восточного конца паперти. Паперть не является стандартной для таких часовен, но её и нельзя назвать необычной. Она поднимается до высоты второго этажа и всего пару дюймов не достаёт до высоты основного строения. Главное здание часовни имеет по три окна с северной и с восточной её частей. Паперть же имеет только одно с каждой из этих сторон. Вход сделан из одностворчатой двери со скобными петлями с западной стороны паперти. Есть так же и вторая дверь с северной части паперти слева от окна. Единственный колокол подвешен на обычной горизонтальной рейке, чуть ниже козырька, с северо-западной части часовни. Примерно в том же месте у первой церкви 1878 года располагался ряд из двенадцати колоколов.

## Реликвия
Ико́на святи́теля Инноке́нтия написана в конце XIX века масляной краской на холсте, её размер — 92.1 х 64.8 см. Она находится в часовне св. Александра Невского в г. Акутан, Аляска. Хотя икона принадлежит руке неизвестного иконописца, особенности стиля выдают её алеутское происхождение. В частности, безлесый пейзаж типичен для островов Алеутского архипелага. Икона была отреставрирована в 1993 г.